# Белогрудая гологлазая муравьянка
Белогрудая гологлазая муравьянка (лат. Rhegmatorhina hoffmannsi) — вид воробьиных птиц из семейства типичных муравьеловковых. Подвидов не выделяют.

## Название
Видовое название присвоено в честь Вильгельма Хоффманнса (1865—1909), немецкого коллектора птиц.

## Распространение
Эндемики Бразилии. Ареал расположен в Амазонии.

## Описание
Длина тела 14—15 см; вес птицы 28—34 г. Большое периорбитальное пятно бледно-зеленовато-желтого цвета, имеется довольно заметный гребень. У самца лоб по направлению к затылку чёрный, верх тела, крылья и хвост оливково-коричневые, окантовка крыльев рыжая; боковые стороны головы, горло и грудка белые, остальная часть тела оливково-серая. Самка по внешнему виду похожа на самца, но верх головы у нее каштановый, с чёрными прожилками, затылок рыжевато-каштановый, перья верха, кроющие крылья и низ тела ниже грудки имеют чёрные кончики с будто полированными краями.

## Биология
Следуют за муравьями, охотясь на вспугнутых ими из лесной подстилки насекомых и других членистоногих.